# Maur (Unternehmerfamilie)

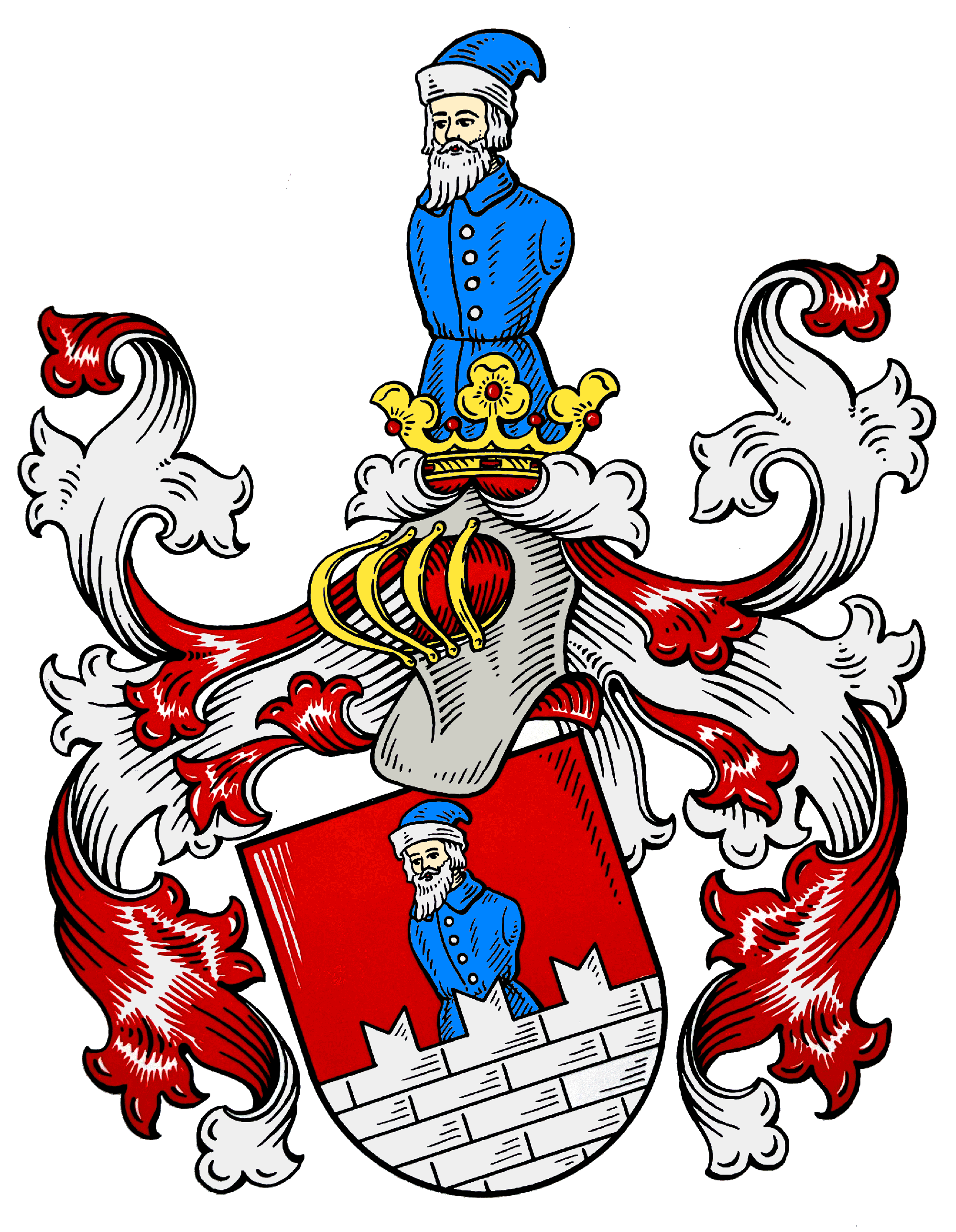
Wappen der Familie von Maur

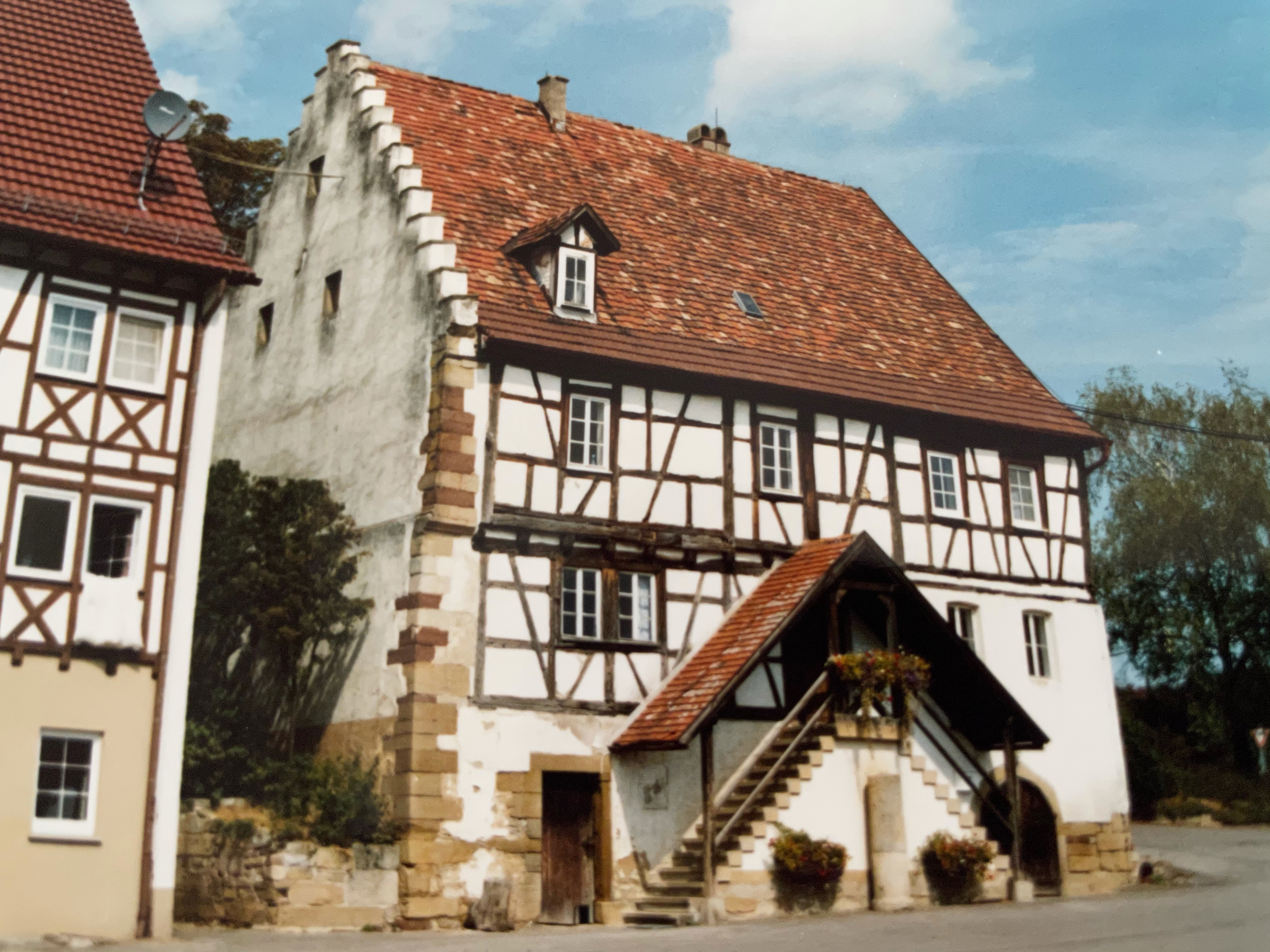
Hofgut Mauer bei Münchingen

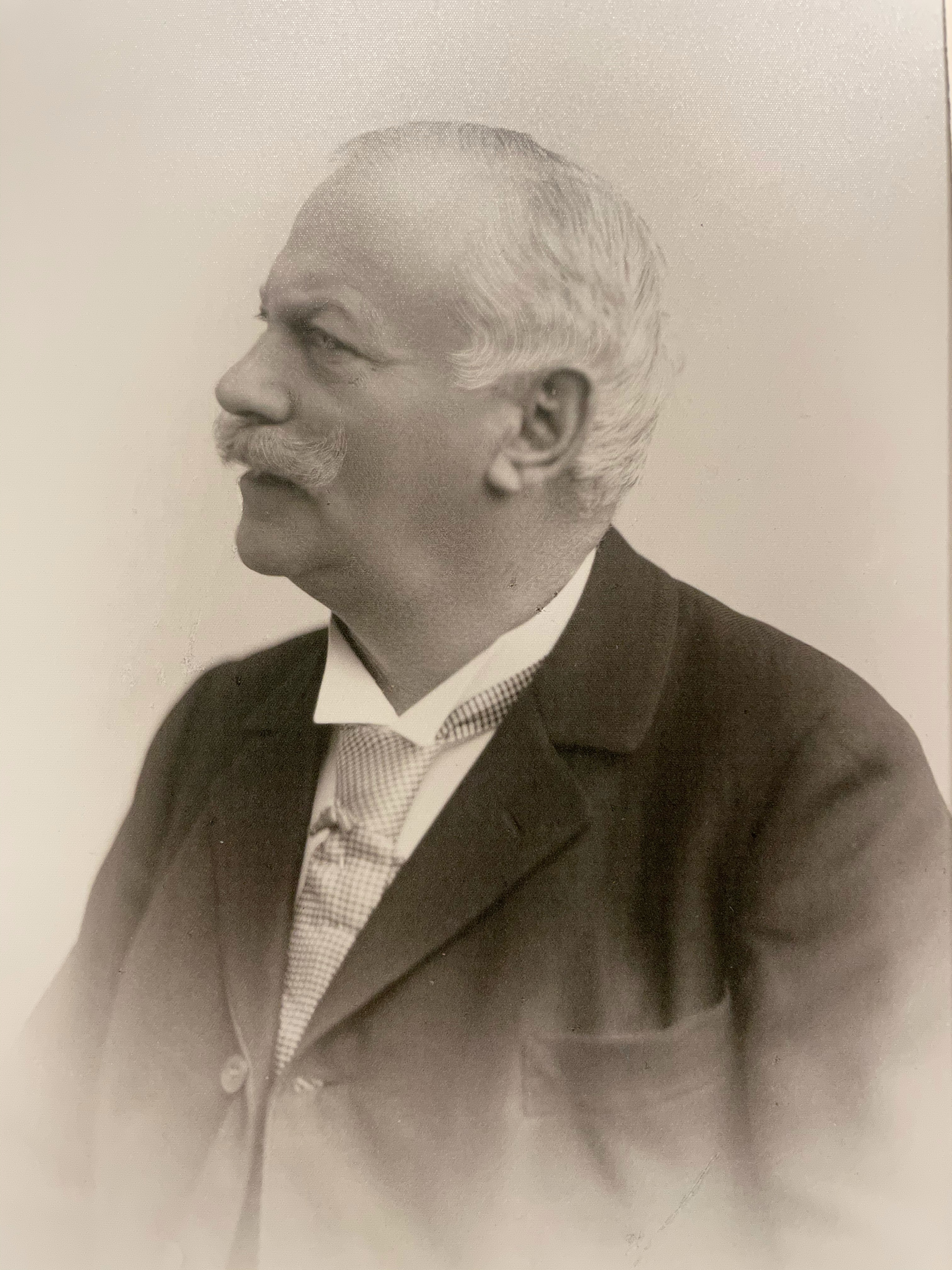
Paul von Maur sen. (1836–1903)

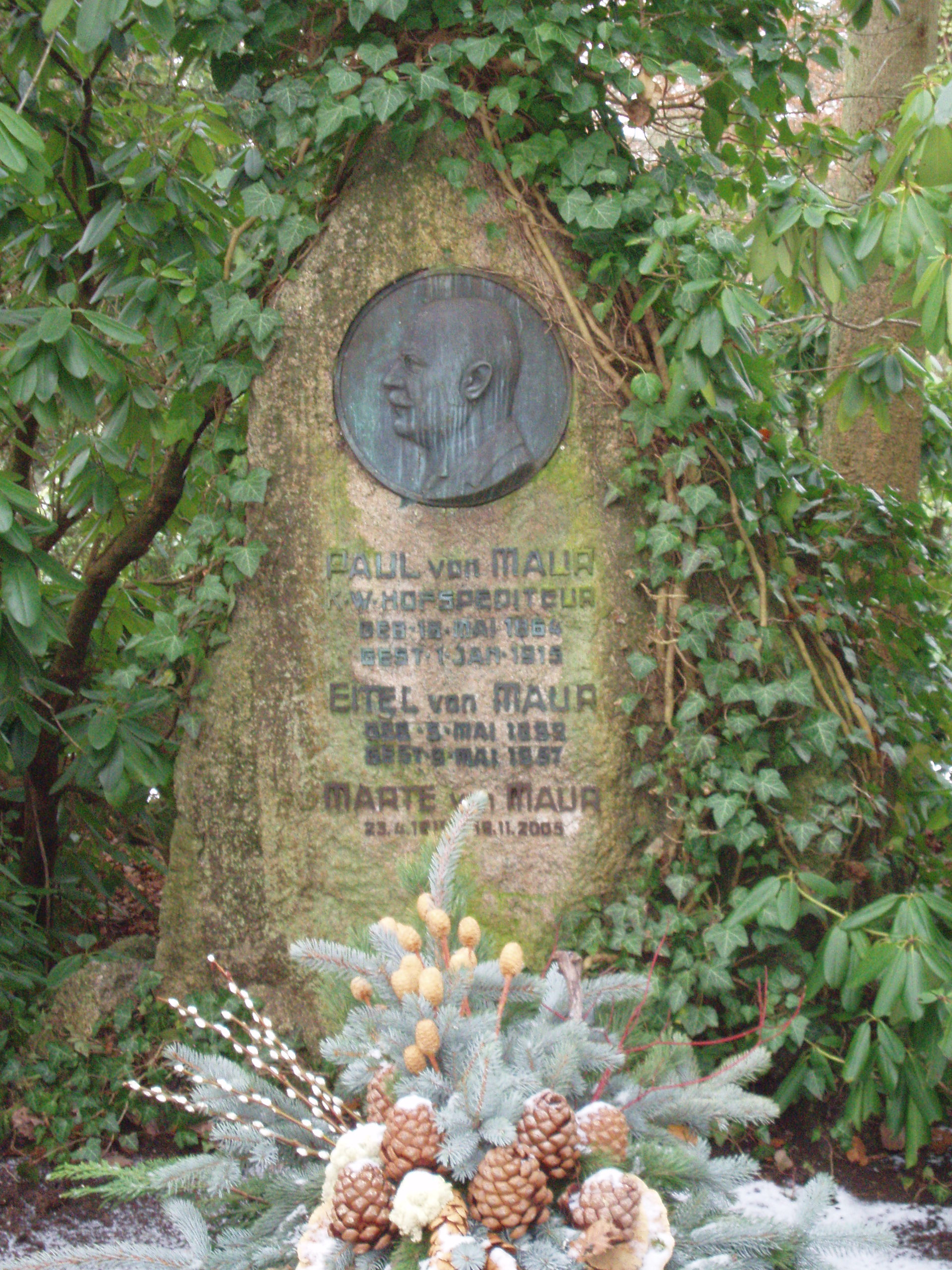
Grab auf dem Stuttgarter Waldfriedhof

Maur ist der Name einer deutschen Adelsgeschlechts, das als Unternehmerfamilie bekannt geworden ist.

## Geschichte
Herkunft
Stammsitz des württembergischen Adelsgeschlechts war das Hofgut Mauer bei Münchingen. Schultheiß Lenhardt von Mur verkaufte 1497 urkundlich ein Drittel des Hofes.
Die Familie war im 16. und 17. Jahrhundert im Strohgäu ansässig. Der heute in Deutschland lebende Familienzweig geht auf Friedrich von Maur (1701–1774) zurück, dessen Sohn Johannes 1769 ein Fuhrunternehmen gründete, welches Johann Heinrich von Maur (1781–1855) weiter ausbaute. Ein Sohn von Johann Heinrich war George J. von Maur (1819–1895), der 1847 in die Vereinigten Staaten von Amerika emigrierte und bereits 1852 die amerikanische Staatsbürgerschaft annahm. Er ist der Stammvater des amerikanischen Familienzweiges, der den Großteil der heutigen Familie bildet.
Unternehmen
Spedition Paul von Maur, Stuttgart
Fuhrmann Johann Heinrich von Maur war der Vater der Speditionsgründer.
Gustav von Maur gründete 1857 die gleichnamige Spedition, die über drei Generationen in Familienbesitz verblieb.
Paul von Maur sen. (1836–1903) gründete 1863 eine Spedition, die seine Söhne Paul jun. und Carl erfolgreich fortführten. Für König Wilhelm II. von Württemberg transportierten sie zweimal jährlich Möbel und Hausrat von Stuttgart nach Schloss Bebenhausen und erhielten 1890 den Titel „Königlich Württembergischer Hofspediteur“.
Die Firma besaß zeitweise 300 eigene Zugpferde und ein Gestüt in Weilimdorf. Im Frühjahr 1897 wurde der Erste ausgelieferte Daimler Motor-Lastwagen durch die Spedition Paul v. Maur erworben. Eine Radierung von Reinhold Nägele namens Stuttgart, die Fuhrwerke des Paul von Maur aus dem Jahr 1932 zeigt jedoch noch Pferdewagen.
Mit bis zu 500 Mitarbeitern führten in der Folge Eitel und Günther von Maur sowie Hans-Günther von Maur die Geschäfte ihrer Väter fort.
Das Unternehmen ging 1982 in den Besitz des Landes Baden-Württemberg über und war 1992 Gründungsmitglied einer weltweit tätigen Umzugskooperation.
Seit 2007 ist die Paul von Maur GmbH wieder ein familiengeführtes Privatunternehmen.
Das Familiengrab von Maur befindet sich auf dem Pragfriedhof in Stuttgart.
Paul von Maur II. und Eitel von Maur sind auf dem Waldfriedhof Stuttgart begraben.
Von Maur Inc., Davenport, Iowa, USA
Charles J. von Maur, Sohn des 1847 in die USA emigrierten George J. von Maur, war 1887 Mitbegründer eines Warenhauses in Davenport, Iowa.
Charles J. und dessen Sohn Cable G. von Maur fusionierten 1916 mit ihren Geschäftspartnern zu Petersen-Harned-Von Maur.
Nach dem Tod von R. H. Harned wurde die Familie von Maur alleiniger Eigentümer des Kaufhauses, welches von 1928 bis 1986 im J.H.C. Petersen and Sons Gebäude in Davenport, Iowa beheimatet war. Mit Eröffnung der ersten Filiale 1972 in Bettendorf, Iowa begann die fortwährende Expansion des Unternehmens.
Im Mai 2020 gehören 36 Filialen, verteilt auf fünfzehn U.S. Bundesstaaten der Kaufhauskette an.
Von Maur Inc. ist ein Privatunternehmen in vierter Familiengeneration, unter der Führung von James D. von Maur.

## Wappen
- Das Wappen wird seit Mitte des 19. Jahrhunderts geführt. Es gleicht fast dem Stammwappen der tirolischen In der Maur.
- Blasonierung: In Rot aus einer drei-zinnigen silberner Mauer wachsend ein rechtsgewendeter blau-gekleideter Mannesrumpf mit silbern gestulpter blauer Heidenmütze. Auf dem gekrönten Helm mit rot-silberner Decke der Mannesrumpf.[2]

## Personen
- Heinrich von Maur (1863–1947), deutscher Offizier und General der Artillerie
- Karin von Maur (* 1938), deutsche Kunsthistorikerin und Professorin